# Fais que ton rêve soit plus long que la nuit
Fais que ton rêve soit plus long que la nuit es el primer álbum conceptual de Vangelis, lanzado originalmente en 1972 por Reprise Records.
Este trabajo sería el segundo disco en solitario de Vangelis, contando la banda sonora Sex Power, de 1970.
El álbum fue lanzado originalmente solo en Francia, recién algunos años más tarde fue publicado en Grecia, en formato LP.
Editado con el subtítulo de "Poème symphonique de Vangelis Papathanassiou", el concepto del disco gira en torno a las manifestaciones populares del Mayo francés de 1968, consistiendo musicalmente en una especie de collage sonoro que mezcla palabras de los manifestantes, canciones de protesta y noticias grabadas de la radio, con sonidos tomados directamente de las manifestaciones, a lo cual Vangelis compaginó y musicalizó.
Es uno de los discos más obscuros del músico, y dura poco más de media hora; la única edición oficial en CD conocida fue editada en Grecia en 2008.

## Lista de temas
Lado A
"Fais que ton rêve soit plus long que la nuit" - 15:32
1. C'est une nuit verte
2. Celle des barricades
3. Nuit verte ou rouge ou bleue ou noire
4. Qu'importe mon ami
5. Cela importe mon ami
6. L'espoir de la victoire

Lado B
"Fais que ton rêve soit plus long que la nuit" - 15:25
1. Le rêve est réalité
2. Jouissez sans entraves
3. Vivez sans temps morts
4. Baisez sans carottes